# Johann Gedrat
Johann Gedrat (* 3. März 1883 in Gintschaiten, Deutsches Reich, heute Litauen; † 9. Mai 1915 bei Lombartzyde, Belgien) war ein deutscher Turnlehrer und Schwimmsport-Funktionär.

## Leben
Johann Gedrat unterrichtete an der heutigen Grundschule Albert-Schweitzer-Schule in Hannover-Linden. Auf seine Initiative hin entstand in Linden die erste Turnsportanlage in Linden.
Gedrat war von 1901 bis 1903 Erster Vorsitzender im Schwimmsportverein „Neptun“ von 1895 (der 1919 im Hannoverschen Schwimmverein von 1892 aufging).
Gedrat zählte zu den führenden Persönlichkeiten des deutschen Schwimmsports vor dem Ersten Weltkrieg und war von 1913 bis zu seinem Tod 1915 als Nachfolger von Fritz Droemer Verbandsschwimmwart des Deutschen Schwimm-Verbandes. Johann Gedrat wurde im Ersten Weltkrieg als Unteroffizier auf dem Höhepunkt der zweiten Flandernschlacht bei Lombardtzyde getötet.

## Ehrungen
Der 1978 angelegte Gedrathof in Hannover-Bothfeld ehrt den Lehrer und Sportler durch seine Namensgebung.